# Semicytherura parallelocostata
Semicytherura parallelocostata is een mosselkreeftjessoort uit de familie van de Cytheruridae. De wetenschappelijke naam van de soort is voor het eerst geldig gepubliceerd in 1999 door Coimbra, Carreño & Michelli.